# KUROBEアクアフェアリーズ富山
KUROBEアクアフェアリーズ富山（くろべ アクアフェアリーズ とやま、KUROBE AQUA FAIRIES TOYAMA）は、富山県黒部市を本拠地とする、女子バレーボールクラブチームである。2025-26シーズンはSV.LEAGUEに所属。JVAでの呼称はKUROBEアクアフェアリーズ。

## 概要
1998年3月、第55回国民体育大会（富山国体）のための強化チームとして富山県黒部市に発足し、現在に至るまで活動を継続している女子バレーボールチーム。
チーム名の『アクアフェアリーズ』は、名水の里『黒部』で生まれた『水の妖精たち』に因んで名付けられた。チームマスコットの名前は「アキュ」。
地域のクラブチームとして複数のスポンサーから支援を受けて運営されており、選手・スタッフはオフィシャルスポンサー企業に雇用されている。休日以外は基本的に、午前中に配属された企業で労働し、午後から練習に参加する形でバレーボールに取り組んでいる。
主な練習場はチーム所在地でもある「黒部市総合体育センター」。ホームゲームはこの場所の他、「ありそドーム」「YKK体育館」、「富山県西部体育センター」でも開催される。
個人向けファンクラブ、協賛企業向けパートナークラブも設立されている。

## 歴史
1998年3月、この年から2年後に開催される富山国体のための強化チームとして富山県黒部市に発足。
1999年、全国実業団優勝大会で優勝し、V1リーグ（現・V・チャレンジリーグ）から推薦を受け、V1リーグ参入を果たす。V1初参加となった1999/2000シーズン（第2回V1リーグ）では1勝13敗の最下位で終わったものの、入替戦で勝利しV1リーグ残留を決めた。

### 2000年代
2000年、富山国体で準優勝を果たし、国体終了後もチームは存続。
2000/01シーズン（第3回V1リーグ）に参加したものの14戦全敗。この年の入替戦では初戦に敗れ窮地に立たされたが、第2戦でストレートの勝利を収めセット率で逆転し、V1リーグ残留を果たした。
2001/02シーズン（第4回V1リーグ）でも最下位に終わるが入替戦で連勝し、またも降格を免れた。
3チームが地域リーグ等から昇格してきた2002/03シーズン（第5回V1リーグ）では、9勝5敗の快進撃で一気に順位を上げ3位。
2003/04シーズン（第6回V1リーグ）では、Vリーグの10チーム化により降格するチームがなかったこともあり、11勝1敗で初優勝を果たした。しかし、Vリーグ昇格をかけた入替戦では茂原アルカスに連敗し、Vリーグ昇格は叶わなかった。
2004/05シーズン（第7回V1リーグ）の結果は3位でVリーグ入替戦出場を逃す。第8回V1リーグは4位となった。
2006/07V・チャレンジリーグ（この年からリーグの名称が"V1リーグ"から"V・チャレンジリーグ"に改称）では、チームメンバーの大幅な入れ替えもあり戦力が整わず、5勝9敗の6位と低迷。
2007/08V・チャレンジリーグの結果は1勝13敗の最下位（8チーム中8位）に終わった（この年はチーム数増加を理由に入替戦は行われなかった）。
2008/09V・チャレンジリーグの結果は8勝10敗。昨年と比較してやや盛り返したものの7位に終わった。
2009/10V・チャレンジリーグでは、大野石油広島オイラーズとの開幕戦が「Vリーグ史上初」となる不戦勝（25-0・25-0・25-0でストレート勝ちの扱い）となった（大野石油広島の選手が試合前日に新型インフルエンザを発症し、この試合を棄権したため）。その後の第2戦では、今季大幅な補強を行った上尾メディックスを破り、その勢いでレギュラーラウンド4位につけ上位リーグに進出。しかし、上位リーグではホームゲームで連敗を喫し、最終的に本シーズンを5位で終えた。以降の年は常にリーグ上位を保つようになる。

### 2010年代
2010/11V・チャレンジリーグの結果は5位。
2011/12V・チャレンジリーグでは終盤に上尾メディックスから勝利を挙げ3位入賞。
2012/13V・チャレンジリーグの結果は5位。
2017年7月、Vリーグ機構が2018-19シーズンを目処に発足させる予定の「スーパーリーグ（仮称）」1部(S1)への参入を目指し、参入資格条件の一つにある法人格を得るべく一般社団法人を設立。黒部市体育協会が運営する任意団体から法人格へ移行し、同年9月に1部(S1)参加のライセンスを取得した。また、決定力強化のために元アメリカ代表のジュリアン・ジョンソンを獲得。
2017年9月、同年に経営難・諸問題で解散となった仙台ベルフィーユから馬場ゆりか、舛田紗淑が入団。

### 2018年
2018年3月、この年の『Vチャレンジリーグ・オールスターゲーム』に和才奈々美、馬場ゆりか、倉見夏乃らが選手として、そして監督の米山弘がチームスタッフとして選出された。
2018年4月、『V1リーグオールスターゲーム』に平谷里奈がVリーグ推薦で選出され、同月20日に出場した。
2018年6月、この年の黒鷲旗を最後に、チームを10年に渡り率いた米山弘監督が退団。
2018年8月20日、新監督として、丸山貴也が就任。チームキャプテンの丸山紗季の実父であり、過去に小田急ジュノーで監督を務めた他、全日本女子のアシスタントコーチとしてロス五輪銅メダルに貢献。今年4月からは強化アドバイザーとしてKUROBEアクアフェアリーズをサポートしていた。
2018年9月17日、元ベルギー代表のフレヤ・アールブレヒトを獲得。
2018年9月26日、黒部市総合体育センターにてケニア代表チームとの公開試合が行われた。結果はKUROBEアクアフェアリーズがストレートで勝利を収めた（19-25、21-25、19-25）。
2018年10月20日、チームの歴史上初となるファン感謝祭が開催された。
2018年11月10日、PFUブルーキャッツ戦においてストレート勝ち（25-18、25-19、30-28）を収め、念願のV1初勝利を手にした。しかしV1初勝利の喜びもつかの間、この試合の後にリーグ6連敗を喫し、V1リーグで戦う厳しさを思い知らされることとなった。
2018年11月17〜18日、V1で初となるホームゲームがYKK体育館で開催され、両日合わせて約3,500人の観客が詰めかけ盛り上がりをみせたものの、17日のNECレッドロケッツ戦、18日のデンソーエアリービーズ戦の両試合ともストレート負けを喫し、ホームゲームでの勝利はお預けとなった。
2018年12月9日、ひたちなか市総合運動公園総合体育館で行われた今季全敗のPFUブルーキャッツとの一戦。ジェニファー・ドリスと、この日復帰した江畑幸子に苦しめられるも、アクアは粘りを見せてこの試合をものにする。セットカウント3-1（25-20、20-25、25-23、25-22）で北陸ダービーを征した。しかし、この後のホームゲーム4試合を含め、残りの試合は10連敗。初となるV1リーグレギュラーラウンドは2勝18敗（イースタン・カンファレンス：6チーム中5位）に終わり、目標であったファイナル8には遠く及ばなかった。

### 2019年
2019年3月15日、後がない『チャレンジステージ：深谷大会』。この大一番に、地元から遠く離れた深谷ビッグタートルにも多くのアクアファンが詰めかけた。PFUブルーキャッツとの試合に臨んだアクアはセットカウント3-1（29-27、21-25、25-17、25-18）でこの戦いに勝利し、V1残留を決定。結果は今季の目標であったファイナル8に届かなかったものの、今季行われたホームゲーム計6試合の観客数は計約14,000人を記録。これはKUROBEアクアフェアリーズの歴史上最多の数字であり、地元・富山県黒部市を巻き込んで大きな盛り上がりをみせたことを物語っている。
2019年5月、この年の黒鷲旗を最後に、これまでチームを支えてきた南美寿希、和才奈々美、菅野菜緒美、平谷里奈、倉見夏乃、フレヤ・アールブレヒトら主力6選手が同時に退部（和才奈々美は後にPFUブルーキャッツへ移籍入団）。
2019年6月、チーム新体制が発表された。新たなチームスローガン「新化 〜可能性への挑戦〜」を掲げた他、チームスタッフとして武田義也（コーチ）、根塚武（チームドクター・スポーツ整形外科担当）、鮫島梓（女性コンディショニング担当）が入団。同時に、副キャプテンに白﨑麻友香が就任。
2019年7月、主力選手が抜けた穴を埋め、昨年の課題であった決定力不足を補うべくV1の日立リヴァーレから間橋香織、東レアローズから杉原若葉が移籍入団、そしてアメリカ代表のシモーン・リー、フィリピン代表のアレオナ・デニス・マナバットを獲得。2019年はチームメンバーの実に半数が入れ替わる大転換の年となった。
2019年10月〜12月、主力選手を大幅に入れ替え、守備型から攻撃型チームへと変貌を遂げたこの年は勝利が遠かった。個人レベルではミドルブロッカーの綿引菜都美、シモーン・リーがそれぞれ『ブロック決定本数』、『総得点』でスター・カンファレンス2位、リベロの馬場ゆりかが『サーブレシーブ成功率』で4位の好成績を収めたものの、チーム全体を見るとシーズンを通して精彩を欠いたプレーが目立ち、相手チームに主導権を握られる試合が続いた。11月2日のPFUブルーキャッツとの第2戦でセットカウント3-0の快勝を収めるも、レギュラーラウンドの最終的な対戦成績は1勝20敗の6位（スター・カンファレンス最下位）で終えることとなった。

### 2020年
2020年1月、俵田翁記念体育館で行われた『チャレンジ4（プレミア・スター両カンファレンスの下位2チーム（計4チーム）でV1残留を争う大会）』にて、初戦の日立リヴァーレ戦にはセットカウント1-3で敗戦し窮地に立たされるも、続くPFUブルーキャッツ戦にセットカウント3-2、ヴィクトリーナ姫路戦にセットカウント3-1で連勝し、V1残留を果たした。
2020年3月、綿引菜都美の退団が発表された（綿引は後にPFUブルーキャッツへ移籍入団）。
2020年4月、新型コロナウィルスの影響で、13日に予定されていたアクアジュニアの開校式の中止が発表された。
2020年5月、チームの公式TwitterおよびYouTubeチャンネルが開設された。
2020年5月15日、副キャプテンの白﨑麻友香、雪丸梢両選手の退団と現役引退が発表された。同時に同年6月から白﨑麻友香がチーム事務局員広報担当に就任することも発表。
2020年6月3日、チーム新体制が発表された。チームスローガンが昨年の『新化』から『進化』に改められ、キャプテンは丸山紗季が続投、新たな副キャプテンとして浮島杏加子と小西愛衣が就任した。
2020年6月22日、チームの公式サイト内にチームグッズを取り扱う『オンラインショップ』が開設された。
2020年10月～2021年2月、2020-21シーズンは、V・レギュラーラウンドで11位となり、V・ファイナルステージの9-12位決定戦で連敗し12位で終えた。4月3日-4日に開催されるV・チャレンジマッチ（入替戦）に出場することとなり、そこで翌シーズンのV1をかけてV2優勝チームと対戦する。

### 2021年
2021年4月3日～4日、V・チャレンジマッチでV2王者の群馬銀行グリーンウイングスに連勝しV1残留を確定させた。
2021年4月12日、公式サイトにてキャプテンの丸山紗季、馬場ゆりか、シモーン・リー、杉原若葉、アナリスト兼マネージャーの原侑花らの退団が発表された。
2021年5月11日、黒部市役所でチームの新体制発表記者会が行われた。前会長である井上孝からバトンを受け、新会長に就任した堀内康男がチームの今後について意気込みを語った。まずチーム強化の一環として積極的補強を掲げ、今季は外国人選手枠にアメリカの年代別代表にも選出された身長206cmの大型選手と契約したことを明かした。また、昨季は新型コロナウィルス流行の影響で使えなかったアジア枠としてタイ代表選手とも交渉中であると語った。さらに選手人数をこれまでの15名から18名に拡大し環境整備にも力を入れるという。今季はホームゲーム数も6試合から12試合に倍増。事業基盤を強化し平均観客数は25%増、ファンクラブ会員も現在の484人からほぼ倍増の1000人を狙う。
2021年5月31日、3シーズンに渡り戦略コーチとしてチームを支えてきた武田義也コーチの退団が発表された。
2021年6月1日、チームの2021-2022シーズン新体制が発表。新たなチームスローガンを『KeepMovingForward』とし、GMにこれまで会長だった飯田耕一が、新たな会長に堀内康男（新任）が、アナリスト兼コーチに宮脇裕史（新任）が、キャプテンに舛田紗淑（新任）が、副キャプテンに星加輝が就任。
2021年7月16日、2021-22シーズンのユニフォーム刷新に伴い、一部選手の背番号が変更された。
2021年9月3日、新入団選手が発表。ビーチバレーから転向の鈴木千代、同年4月にヴィクトリーナ姫路を退団した金杉由香、アメリカの年代別代表のメレーテ・ラッツ、タイ代表のピンピチャヤ・コクラムの4名が新加入した。

### 2022年
2021-22シーズンもV1で成績を上げることはできず、3勝30敗と大きく負け越しての最下位となり、V・チャレンジマッチのV1・V2入替戦に出場することとなった。V2優勝のルートインホテルズ Brilliant Ariesと対戦することとなり、1試合目は3-1で勝ち、2試合目も第1、第2セットを連取し、この時点でセット率によりV1残留が確定した。しかし、2試合目はその後3セットを奪われ逆転負けを喫し、最終的には僅差の残留となった。
2022年4月30日より開幕した第70回黒鷲旗全日本選抜大会では、監督の丸山貴也が欠場となり、コーチの伊東克明が監督を務め、試合に出場できない舛田紗淑がコーチを務めることとなった。大会の方は、グループ戦で3戦全敗を喫し敗退となった。
2022年5月23日、黒鷲旗を欠場した丸山はそのまま伊東との監督交代となり、選手は8名も退団すると発表した。

### 2023年
2022-23シーズンはV1で10勝23敗と成績を挙げ、順位も1つ上げて10位とし、V・チャレンジマッチ出場を回避した。
2023年4月、2024年秋に発足される新リーグ・S-Vリーグへの参入を目指すと表明した。その時点でクラブの売り上げが新リーグの基準を満たしていないため、シーズン報告会でその旨を説明し、集客や収益面での協力を呼び掛けた。その後、黒部市内に事務所、グッズショップ、トレーニングジムを兼ねる複合施設「AQUA FAIRIES SQUARE」が完成し、11月17日にその竣工式が行われた。同時に、SVライセンスを申請することも明らかにした。

### 2024年
5月末をもって伊東克明が監督を退任。7月に新監督として川北元の就任が発表された。SVリーグ移行に伴い7月1日からチームの正式名称がKUROBEアクアフェアリーズ富山に変更された。JVAでの呼称は引き続きKUROBEアクアフェアリーズとなる。

## 成績

### 主な成績
V.LEAGUE DIVISION1 WOMEN
チャレンジリーグ、チャレンジリーグI（実業団リーグ／V1リーグ）
- 優勝 1回（2003年度）
- 準優勝 なし

黒鷲旗全日本選抜大会
- 優勝 なし
- 準優勝 なし

国体成年女子バレーボール6人制
- 優勝 なし
- 準優勝 1回 (2000年)

### 年度別成績

#### Vリーグ / 実業団リーグ・V1リーグ
| 所属     | 年度            | 最終 順位 | 参加 チーム数 | 試合 | 勝 | 敗 |
| -------- | --------------- | --------- | ------------- | ---- | -- | -- |
| V1リーグ | 第2回 (1999/00) | 8位       | 8チーム       | 14   | 1  | 13 |
| V1リーグ | 第3回 (2000/01) | 8位       | 8チーム       | 14   | 0  | 14 |
| V1リーグ | 第4回 (2001/02) | 7位       | 7チーム       | 12   | 1  | 11 |
| V1リーグ | 第5回 (2002/03) | 3位       | 8チーム       | 14   | 9  | 5  |
| V1リーグ | 第6回 (2003/04) | 優勝      | 7チーム       | 12   | 11 | 1  |
| V1リーグ | 第7回 (2004/05) | 3位       | 8チーム       | 14   | 10 | 4  |
| V1リーグ | 第8回 (2005/06) | 4位       | 8チーム       | 14   | 8  | 6  |

#### V・プレミアリーグ / V・チャレンジリーグ
| 所属        | 年度    | 最終 順位 | 参加 チーム数 | レギュラーラウンド | レギュラーラウンド | レギュラーラウンド | レギュラーラウンド | ポストシーズン | ポストシーズン | ポストシーズン |
| 所属        | 年度    | 最終 順位 | 参加 チーム数 | 順位               | 試合               | 勝                 | 敗                 | 試合           | 勝             | 敗             |
| ----------- | ------- | --------- | ------------- | ------------------ | ------------------ | ------------------ | ------------------ | -------------- | -------------- | -------------- |
| チャレンジ  | 2006/07 | 6位       | 8チーム       | 6位                | 14                 | 5                  | 9                  | -              | -              | -              |
| チャレンジ  | 2007/08 | 8位       | 8チーム       | 8位                | 14                 | 1                  | 13                 | -              | -              | -              |
| チャレンジ  | 2008/09 | 7位       | 10チーム      | 7位                | 18                 | 8                  | 10                 | -              | -              | -              |
| チャレンジ  | 2009/10 | 5位       | 12チーム      | 4位                | 11                 | 7                  | 4                  | 5              | 1              | 4              |
| チャレンジ  | 2010/11 | 5位       | 12チーム      | 5位                | 18                 | 11                 | 7                  | -              | -              | -              |
| チャレンジ  | 2011/12 | 3位       | 12チーム      | 3位                | 22                 | 16                 | 6                  | -              | -              | -              |
| チャレンジ  | 2012/13 | 5位       | 10チーム      | 5位                | 18                 | 9                  | 9                  | -              | -              | -              |
| チャレンジ  | 2013/14 | 4位       | 10チーム      | 4位                | 18                 | 10                 | 8                  | -              | -              | -              |
| チャレンジ  | 2014/15 | 4位       | 10チーム      | 4位                | 18                 | 12                 | 6                  | -              | -              | -              |
| チャレンジⅠ | 2015/16 | 5位       | 8チーム       | 5位                | 21                 | 10                 | 11                 | -              | -              | -              |
| チャレンジⅠ | 2016/17 | 5位       | 8チーム       | 5位                | 21                 | 8                  | 13                 | -              | -              | -              |
| チャレンジⅠ | 2017/18 | 3位       | 7チーム       | 3位                | 18                 | 12                 | 6                  | -              | -              | -              |

#### V.LEAGUE
| 所属      | 年度    | 最終 順位 | 参加 チーム数 | レギュラーラウンド | レギュラーラウンド | レギュラーラウンド | レギュラーラウンド | レギュラーラウンド | レギュラーラウンド | ポストシーズン | ポストシーズン | ポストシーズン | 備考 |
| 所属      | 年度    | 最終 順位 | 参加 チーム数 | カンファレンス     | 順位               | チーム数           | 試合               | 勝                 | 敗                 | 試合           | 勝             | 敗             | 備考 |
| --------- | ------- | --------- | ------------- | ------------------ | ------------------ | ------------------ | ------------------ | ------------------ | ------------------ | -------------- | -------------- | -------------- | ---- |
| DIVISION1 | 2018-19 | 10位      | 11チーム      | イースタン         | 5位                | 6チーム            | 20                 | 2                  | 18                 | 2              | 1              | 1              |      |
| DIVISION1 | 2019-20 | 10位      | 12チーム      | スター             | 6位                | 6チーム            | 21                 | 1                  | 20                 | 3              | 2              | 1              |      |
| DIVISION1 | 2020-21 | 12位      | 12チーム      | （1リーグ制）      | 11位               | 12チーム           | 20                 | 4                  | 16                 | 2              | 0              | 2              |      |
| DIVISION1 | 2021-22 | 12位      | 12チーム      | （1リーグ制）      | 12位               | 12チーム           | 33                 | 3                  | 30                 | -              | -              | -              |      |
| DIVISION1 | 2022-23 | 10位      | 12チーム      | （1リーグ制）      | 10位               | 12チーム           | 33                 | 10                 | 23                 | -              | -              | -              |      |
| DIVISION1 | 2023-24 | 11位      | 12チーム      | （1リーグ制）      | 11位               | 12チーム           | 22                 | 4                  | 18                 | -              | -              | -              |      |

#### SV.LEAGUE
| 所属      | 年度    | 最終 順位 | 参加 チーム数 | レギュラーラウンド | レギュラーラウンド | レギュラーラウンド | レギュラーラウンド | ポストシーズン | ポストシーズン | ポストシーズン | 備考 |
| 所属      | 年度    | 最終 順位 | 参加 チーム数 | 順位               | 試合               | 勝                 | 敗                 | 試合           | 勝             | 敗             | 備考 |
| --------- | ------- | --------- | ------------- | ------------------ | ------------------ | ------------------ | ------------------ | -------------- | -------------- | -------------- | ---- |
| SV.LEAGUE | 2024-25 | 12位      | 14チーム      | 12位               | 44                 | 15                 | 29                 |                |                |                |      |

## 選手・スタッフ(2025-26)

### 選手
| 背番号                                                                           | 名前                     | シャツネーム | 生年月日（年齢）       | 身長 | 国籍     | Pos   | 在籍年  | 前所属              | 備考         |
| -------------------------------------------------------------------------------- | ------------------------ | ------------ | ---------------------- | ---- | -------- | ----- | ------- | ------------------- | ------------ |
| 1                                                                                | 古市梨乃                 | FURUICHI     | 1999年6月18日（26歳）  | 170  | 日本     | OH    | 2024年- | 姫路                |              |
| 2                                                                                | 金田莉実                 | KANEDA       | 1998年10月6日（26歳）  | 178  | 日本     | OH    | 2024年- | 姫路                |              |
| 3                                                                                | アイリス・ショールテン   | IRIS         | 1999年11月15日（25歳） | 191  | オランダ | OP    | 2024年- | トレンティーノ (it) |              |
| 4                                                                                | 安田美南                 | YASUDA       | 2001年12月12日（23歳） | 179  | 日本     | S     | 2022年- | NEC                 |              |
| 5                                                                                | 畑葵                     | HATA         | 2002年12月7日（22歳）  | 170  | 日本     | OH    | 2025年- | 日本大学            | 新人         |
| 6                                                                                | 田邉彩七                 | TANABE       | 2001年6月6日（24歳）   | 171  | 日本     | MB/OH | 2024年- | 日本大学            |              |
| 7                                                                                | 中村安里                 | NAKAMURA     | 1997年3月2日（28歳）   | 180  | 日本     | MB    | 2022年- | 日立Astemo          | キャプテン   |
| 8                                                                                | 依田茉衣子               | YODA         | 2000年6月3日（25歳）   | 160  | 日本     | L     | 2023年- | 青山学院大学        | 副キャプテン |
| 9                                                                                | 住田帆志乃               | SUMIDA       | 2000年12月21日（24歳） | 173  | 日本     | OH    | 2023年- | 青山学院大学        |              |
| 10                                                                               | 山口真季                 | YAMAGUCHI    | 1999年3月13日（26歳）  | 176  | 日本     | MB    | 2022年- | ルートイン          |              |
| 11                                                                               | 中川美柚                 | NAKAGAWA     | 2000年1月8日（25歳）   | 183  | 日本     | OH    | 2025年- | SAGA久光            | 移籍加入     |
| 12                                                                               | 浮島杏加子               | UKISHIMA     | 1996年6月10日（29歳）  | 172  | 日本     | OH    | 2018年- | 久光製薬            |              |
| 14                                                                               | 奥原花                   | OKUHARA      | 2000年5月29日（25歳）  | 175  | 日本     | S     | 2025年- | SAGA久光            | 移籍加入     |
| 15                                                                               | 大久保真美               | OKUBO        | 2001年10月7日（23歳）  | 174  | 日本     | MB    | 2024年- | 鹿屋体育大学        |              |
| 17                                                                               | 浦山絢妃                 | URAYAMA      | 2001年7月1日（24歳）   | 165  | 日本     | L     | 2024年- | アルテミス          |              |
| 18                                                                               | レーナ・シュティグロート | STIGROT      | 1994年12月20日（30歳） | 184  | ドイツ   | OH    | 2024年- | クーネオ            |              |
| 20                                                                               | 中山夏菜子               | NAKAYAMA     | 1999年7月25日（25歳）  | 182  | 日本     | MB    | 2022年- | 国士舘大学          |              |
| 21                                                                               | 稲田心蕗                 | INADA        | 2002年12月14日（22歳） | 165  | 日本     | S     | 2025年- | 日本女子体育大学    | 新人         |
| 22                                                                               | 平野シアラ美恵アディナ   | HIRANO       | 2006年8月22日（18歳）  | 176  | 日本     | OH    | 2025年- | 金蘭会高校          | 新人         |
| 44                                                                               | レイレライニ・アンドラデ | LEIRE        | 2000年5月6日（25歳）   | 174  | ブラジル | OH    | 2025年- | 浜松                | 移籍加入     |
| 出典：チーム新体制リリース チーム公式サイト Vリーグ公式サイト 更新：2025年7月5日 |                          |              |                        |      |          |       |         |                     |              |

### スタッフ
| 役職                                                                             | 名前       | 備考 |
| -------------------------------------------------------------------------------- | ---------- | ---- |
| GM                                                                               | 飯田耕一   |      |
| チームコーディネーター                                                           | 丸山貴也   |      |
| 監督                                                                             | 川北元     |      |
| コーチ                                                                           | 高橋昌美   |      |
| コーチ                                                                           | 三上晋永   |      |
| コーチ                                                                           | 伏見大和   | 新任 |
| アナリスト兼コーチ                                                               | 塚田圭裕   |      |
| コーチ                                                                           | 羽石作大朗 | 新任 |
| S&Cコーチ                                                                        | 西原俊一   |      |
| ケアトレーナー                                                                   | 小澤悠祐   |      |
| マネージャー                                                                     | 間橋香織   |      |
| 通訳兼サブチームコーディネーター                                                 | 鈴木まどか |      |
| 出典：チーム新体制リリース チーム公式サイト Vリーグ公式サイト 更新：2025年6月8日 |            |      |

## 在籍していた主な選手
| 2018年以前退団 - 白田博子 - 張芳赫 - 小菅真弓 - 井西彩乃 - 田中弓貴 - 色摩知巳 - 古屋美紀 - ジュリアン・ジョンソン 2019年退団 - 倉見夏乃 - 和才奈々美 - 平谷里奈 - 南美寿希 - 菅野菜緒美 - フレヤ・アールブレヒト 2020年退団 - アレオナ・デニス・サンティアゴ・マナバット - 綿引菜都美 - 白﨑麻友香 - 雪丸梢 - 白岩蘭奈 | 2021年退団 - 丸山紗季 - 馬場ゆりか - シモーン・リー - 杉原若葉 2022年退団 - 金杉由香 - 間橋香織 - 小西愛衣 - 細沼綾 - 立石優華 - 道下ひなの - 島田美紅 - 鈴木千代 | 2023年退団 - トゥーバ・イヴェギン - 菊池杏菜 - 山城愛心 - 小杉凜華 - 戸部真由香 - 星加輝 - 舛田紗淑 2024年退団 - 髙橋愛未 - デルヤ・ゼベジオール - 佐藤彩乃 - 佐藤黎香 - 福本眸 - ピンピチャヤ・コクラム |

## アンダーカテゴリー
U15女子チームの「アクアジュニア」が活動している。加えて、普及活動として県内でのバレーボール教室や黒部市内の学校での講演や教室を行う「夢プロジェクト」を行っている。

## マスコット
- あきゅ[47][48]
  - 水の妖精である。性別は不詳。
  - 誕生日は、1998年（平成10年）3月26日。
  - 身長は、9cm
  - 背番号は、0
    - 2021-22シーズンより名前の変更はないが、デザインを一新し変更した。